# Jericho Rosales

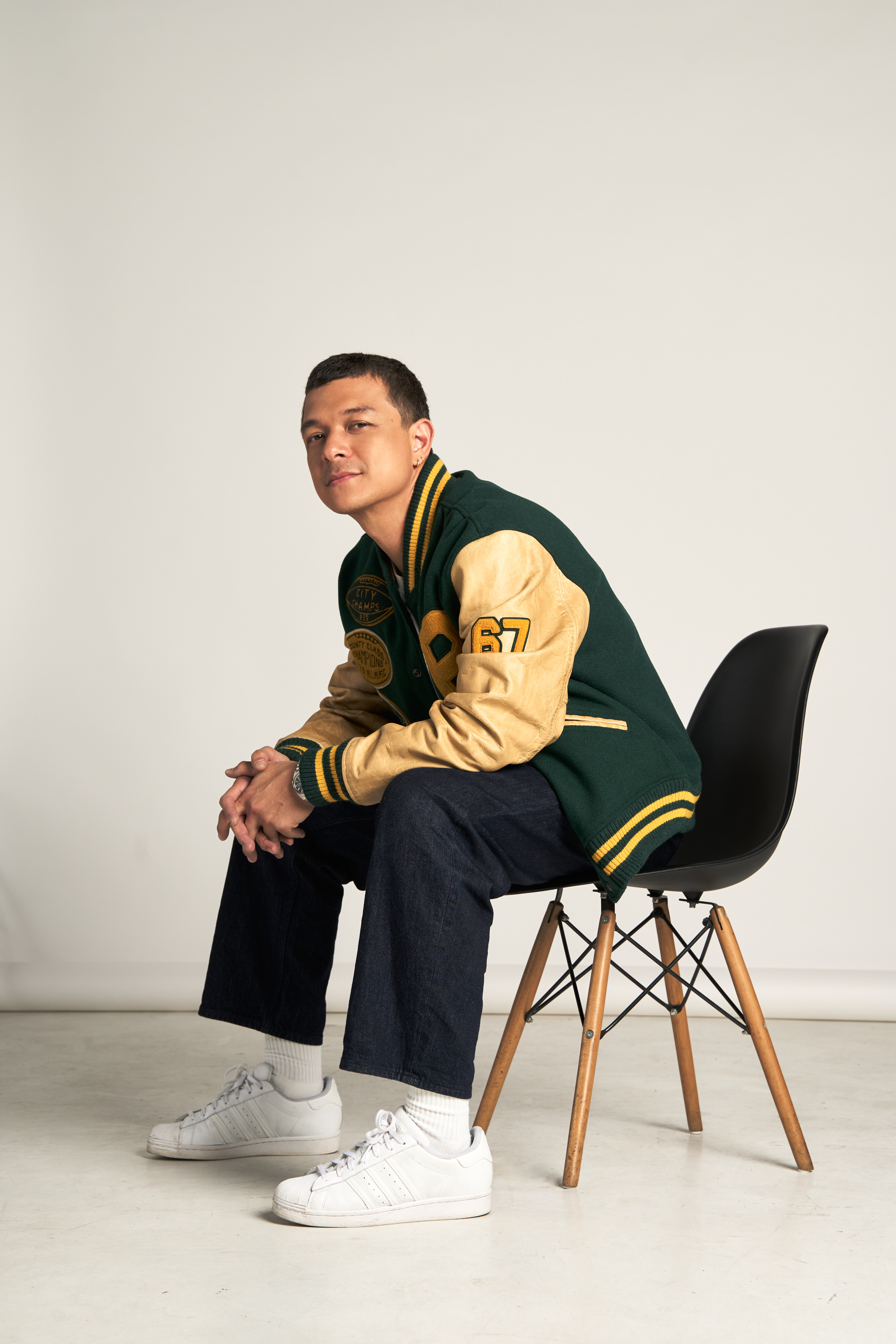
Jericho Rosales

Jericho Rosales, nasceu em 22 de setembro de 1979, é um ator, cantor e compositor filipino.

## Filmografia

### Televisão
| Televisão    | Televisão                            | Televisão                                  | Televisão       | Televisão               |
| ------------ | ------------------------------------ | ------------------------------------------ | --------------- | ----------------------- |
| Ano          | Título                               | Papel                                      | Notas           | Canal                   |
| 2015         | Bridges of Love                      | Gabriel 'Gael' Nakpil                      | Papel principal | ABS-CBN                 |
| 2014         | Kusinero Cinta                       | Fredo                                      |                 | Global Station Malaysia |
| 2014         | The Legal Wife                       | Adrian De Villa                            | Papel principal | ABS-CBN                 |
| 2013         | It's Showtime                        | Ele mesmo/Co-apresentador/Juiz/Eexecutante |                 | ABS-CBN                 |
| 2013         | Maalaala Mo Kaya: Tsinelas           | Jesse Robredo                              |                 | ABS-CBN                 |
| 2012         | Dahil Sa Pag-ibig                    | Oliver Falcon                              | Papel principal | ABS-CBN                 |
| 2011         | 100 Days to Heaven                   | Tagabantay (guarda de segurança)           |                 | ABS-CBN                 |
| 2011         | I Dare You                           | Ele mesmo/Apresentador                     |                 | ABS-CBN                 |
| 2011         | Green Rose                           | Jerome Delgado                             | Papel principal | ABS-CBN                 |
| 2009         | Dahil May Isang Ikaw                 | Miguel Ramirez                             | Papel principal | ABS-CBN                 |
| 2009         | I Love Betty La Fea                  | Aldo                                       |                 | ABS-CBN                 |
| 2008         | Kahit Isang Saglit                   | Francisco 'Rocky' Santillan, Jr.           |                 | ABS-CBN                 |
| 2008         | Maalaala Mo Kaya: Gayuma             | Johnny                                     |                 | ABS-CBN                 |
| 2008         | Jericho Date                         | Jeircho Rosales                            |                 | ABS-CBN                 |
| 2007         | Pangarap na Bituin                   | Terrence Rodriguez                         |                 | ABS-CBN                 |
| 2007         | Love Spell Presents: Ellay Enchanted | Elloy                                      |                 | ABS-CBN                 |
| 2005–2006    | Panday                               | Tristan                                    |                 | ABS-CBN                 |
| 2005–2006    | Bora: Sons of the Beach              | Alon                                       |                 | ABS-CBN                 |
| 2003-2004    | Masayang Tanghali Bayan              | Apresentador                               |                 | ABS-CBN                 |
| 2003-2004    | Sana'y Wala Nang Wakas               | Christian Soriano                          |                 | ABS-CBN                 |
| 2000–2002    | Pangako Sa ’Yo                       | Angelo Buenavista                          |                 | ABS-CBN                 |
| 1999–2002    | Ang Munting Paraiso                  | Alberto Dionisio                           |                 | ABS-CBN                 |
| 1998–2000    | Richard Loves Lucy                   |                                            |                 | ABS-CBN                 |
| 1998–2000    | !Oka Tokat                           | Jeremy                                     |                 | ABS-CBN                 |
| 1997–present | ASAP                                 | Himself                                    |                 | ABS-CBN                 |
| 1997–1999    | Esperanza                            | Buboy                                      |                 | ABS-CBN                 |
| 1997–1998    | Kaybol                               |                                            |                 | ABS-CBN                 |
| 1996-1997    | Eat Bulaga!                          | Mr. Pogi/Ele mesmo/Apresentador            |                 | GMA Network             |

### Filmes
| Ano  | Título                           | Papel              | Empresa de cinema       |
| ---- | -------------------------------- | ------------------ | ----------------------- |
| 2014 | Bonifacio: Ang Unang Pangulo     | José Rizal         | Philippians Productions |
| 2014 | ABNKKBSNPLAko? The Movie         | Roberto            | Viva Films MVP Pictures |
| 2012 | Alagwa                           | Robert Lim         | Star Cinema             |
| 2011 | Yesterday, Today, Tomorrow       | Jacob              | Regal Films             |
| 2011 | Subject: I Love You              | Victor             | Radiant Studios         |
| 2010 | I'll Be There                    | Tommy Santibañez   | Star Cinema             |
| 2008 | Baler                            | Celso Resurrecion  | Viva Films              |
| 2006 | Bilut                            | Gabriel            | Mega Waja Sinar         |
| 2006 | Chinese School                   | Heric Gongan       | Regal Films             |
| 2006 | Pacquiao: The Movie              | Manny Pacquiao     | Star Cinema             |
| 2005 | Nasaan Ka Man                    | Joven              | Star Cinema             |
| 2004 | Santa Santita                    | Mike               | Unitel                  |
| 2003 | Noon At Ngayon                   | Levi               | Star Cinema             |
| 2003 | Ngayong Nandito Ka               | Rocky              | Star Cinema             |
| 2002 | Kailang                          | Abel               | Star Cinema             |
| 2002 | Forevermore                      | Anton              | Star Cinema             |
| 2001 | Bagong Buwan                     | Lieutenant Ricarte | Star Cinema             |
| 2001 | Trip                             | Erwin              | Star Cinema             |
| 2000 | Tanging Yaman                    | Rommel             | Star Cinema             |
| 1999 | Suspek                           |                    | Star Cinema             |
| 1999 | Wansapanataym: The Movie         | Michael Arcangel   | Star Cinema             |
| 1998 | Magandang Hatinggabi             | Darwin             | Star Cinema             |
| 1997 | Hanggang Kailan Kita Mamahalin?  | Jojo               | Star Cinema             |
| 1997 | Biyudo Si Daddy, Biyuda Si Mommy | Robert             | M-Zet Films Star Cinema |

## Discografia
| Título     | Grupo           | Ano  |
| ---------- | --------------- | ---- |
| Korona     | Jericho Rosales | 2012 |
| Change     | Jericho Rosales | 2009 |
| Jericho    | Jericho Rosales | 2008 |
| Loose Fit  | Jeans           | 2006 |
| Hunks Live | Hunks           | 2001 |